# Trochosa hispanica
Trochosa hispanica este o specie de păianjeni din genul Trochosa, familia Lycosidae, descrisă de Simon, 1870. Conform Catalogue of Life specia Trochosa hispanica nu are subspecii cunoscute.